# Formiguer negrós
El formiguer negrós (Cercomacroides nigrescens) és una espècie d'ocell de la família dels tamnofílids (Thamnophilidae).

## Hàbitat i distribució
Habita el sotabosc dels boscos pantanosos de les terres baixes fins als 500 m, des del sud-est de Colòmbia, Surinam i Guaiana Francesa, cap al sud, a través de l'est de l'Equador i centre i est del Perú fins al nord de Bolívia i Brasil.